# Theatre of Pain
Theatre of Pain ist das dritte Studioalbum der amerikanischen Glam-Metal-Band Mötley Crüe. Es erschien am 21. Juni 1985 bei Elektra Records.

## Geschichte
1984 luden Mötley Crüe die Vorband Hanoi Rocks ein, nach dem Auftritt feiern zu gehen. Doch dies endete in einer Katastrophe. Vince Neil fuhr im Drogenrausch Auto, verursachte einen Unfall und der Schlagzeuger von Hanoi Rocks, Razzle, starb, und ihm wurde dieses Album gewidmet. Es wurde am 21. Juni 1985 veröffentlicht und erreichte Platz fünf der Billboard 200.
Nach Aussage von Bassist Nikki Sixx geht der Titel des Albums sowohl auf den Essay Theater der Grausamkeit des Schauspielers Antonin Artaud als auch auf eine Anregung der Sängerin Dinah Cancer von der Horrorpunk-Band 45 Grave zurück. Für den Song Home Sweet Home drehte die Band im Rahmen der Theatre of Pain-Tournee einen Videoclip an einem konzertfreien Tag im Bundesstaat Texas. Zu diesem Zeitpunkt befand sich Bassmann Nikki Sixx aufgrund seiner schweren Drogensucht in schlechter gesundheitlicher Verfassung, was man im Videoclip an seinem starren Gesichtsausdruck erkennen kann. Das Musikvideo von Home Sweet Home besteht aus Einstellungen in einem Tourbus und Szenen auf einem Garderoben-Flur sowie Live-Szenen von Mötley Crüe auf einer Bühne. Während seine drei Bandkollegen im Clip ausgelassen performen, trägt Sixx eine schwarze Sonnenbrille, um dahinter seine durch Alkohol und Drogen verdrehten Augen zu verbergen.

## Titelliste
1. City Boy Blues (Nikki Sixx, Mick Mars, Vince Neil) – 4:10
2. Smokin’ in the Boys’ Room (Cub Koda, Michael Lutz) – 3:27
3. Louder Than Hell (Sixx) – 2:32
4. Keep Your Eye on the Money (Sixx) – 4:40
5. Home Sweet Home  (Sixx, Neil, Tommy Lee) – 3:59
6. Tonight (We Need a Lover) (Sixx, Neil) – 3:37
7. Use It or Lose It (Sixx, Mars, Neil, Lee) – 2:39
8. Save Our Souls (Sixx, Neil) – 4:13
9. Raise Your Hands to Rock (Sixx) – 2:48
10. Fight For Your Rights (Sixx, Mars) – 3:50

## Single-Auskopplungen
1. Smokin’ in The Boys’ Room / Use It Or Lose It (veröffentlicht am 24. Juni 1985)
2. Home Sweet Home / Red Hot (veröffentlicht am 30. September 1985)